# Sanremo Open 1990
Il Sanremo Open 1990 è stato un torneo di tennis giocato sulla terra rossa. È stata l'unica edizione del Sanremo Open, che faceva parte della categoria ATP World Series nell'ambito dell'ATP Tour 1990, con un montepremi di 225.000 $. Si è giocato a Sanremo in Italia, dal 30 luglio al 6 agosto 1990.

## Campioni

### Singolare
Jordi Arrese ha battuto in finale  Juan Aguilera con il punteggio di 6–2, 6–2

### Doppio
Mihnea-Ion Nastase /  Goran Prpić hanno battuto in finale  Ola Jonsson /  Fredrik Nilsson con il punteggio di 3–6, 7–5, 6–3